# 平岩康重
平岩 康重（ひらいわ やすしげ）は、戦国時代の武将。
徳川家康の重臣平岩親吉の弟。通称は善十郎。

## 生涯
家康と同年生まれであった親吉のすぐ下の弟で、天文18年（1549年）に家康が今川義元の下に送られて駿府に入ったときに親吉と一緒に同行した。
永禄3年（1560年）、桶狭間の戦いの前哨戦となった家康の尾張国丸根砦攻めに兄親吉とともに従軍した。
永禄6年（1563年）、三河一向一揆が蜂起した際にも家康に従って軍功があった。『寛政重修諸家譜』の編纂時に兄正広の子孫が提出した家譜によると、家康に従った兄弟と袂を分かって初めは宗門に属して家康に敵対したが、許しを得て帰参したという。
以後の動向は系譜に伝わらず、没年も不詳である。

## 系譜
- 父：平岩親重
- 母：某氏
  - 兄：平岩親吉 - 尾張藩御附家老（犬山城9万3000石）、無嗣断絶[1][2]
  - 兄：平岩正広 - 子孫は旗本[1]
  - 弟：平岩康長 - 子孫は尾張藩士、成瀬隼人正組同心組頭[2]
- 妻：不明
  - 長男：平岩吉勝（五左衛門） - 徳川家康家臣、のち平岩親吉家臣（400石）[2]

18世紀末の寛政年間に幕府で編纂された『寛政重修諸家譜』や、兄正広の子孫の所持した『平岩家譜』には康重の子の記載はなく
、弟康長の子孫の所持した『平岩系図』には無嗣と明記されているが、18世紀中頃に尾張藩で編纂された『士林泝洄』では子として五左衛門吉勝が掲載されていて、はじめ徳川家康、のち平岩親吉に仕えたとされる。ただし、17世紀前半の寛永年間に編纂された『寛永諸家系図伝』および『平岩家譜』『平岩系図』によれば、家康と親吉に仕えた平岩五左衛門とは正広（『士林泝洄』には記載がない）のことであって、世代と親族関係にずれがある。
『士林泝洄』によると吉勝の嫡男吉虎は親吉の没後、尾張藩主徳川義直の直臣に編入され、新たに犬山城主となった成瀬正成に同心として附属された。子孫は2家に分かれ、いずれも200石程度を知行する御目見以上では最下級の騎馬役身分である中級藩士として続いた。